# 维尔纽斯
维尔纽斯（[ˈvʲɪlʲnʲʊs] ⓘ），是立陶宛的首都和最大城市，繼承自前蘇聯加盟共和国立陶宛蘇維埃社會主義共和國时代確立的首都建制。该市人口为580,020人（整个维尔纽斯县的人口为810,290人）。其舊城在1994年被列入世界文化遺產。維爾紐斯也是2009年的欧洲文化之都。

## 歷史

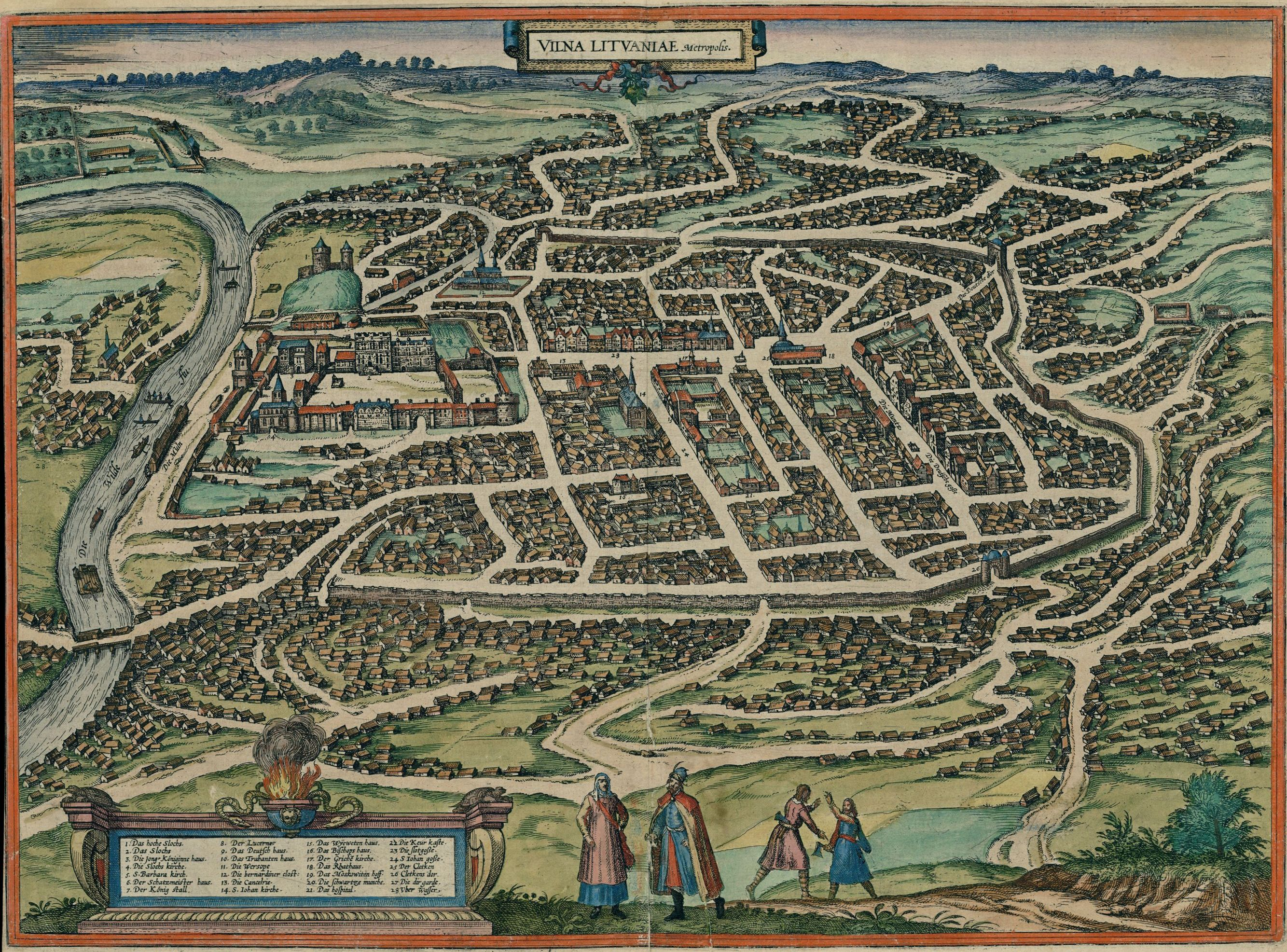
1576年的维尔纽斯

在歷史上，維爾紐斯曾因為各種政治及軍事的原因而曾屬於不同的國家。

### 立陶宛大公國首都
維爾紐斯是一座歷史古都。历史学家 罗马斯·巴图拉（Romas Batūra）認為传说中1253年明道加斯加冕成为立陶宛国王的京城沃鲁塔，就是维尔纽斯。根据切斯瓦夫·米沃什的描述，“有一位立陶宛统治者，在一次打猎后在篝火边睡着，做了一个预言性的梦。解梦以后，就在他刚才睡觉的地方建造了一座城市。”该市第一次在文献中被提及是在1323年，大公格迪米纳斯在上年底寫信給若望二十二世要求庇护立陶宛免于条顿骑士团的劫掠，在達成和解後，1325年1月25日其再向漢薩同盟的主要城市發信，鼓勵贵族、骑士、貿易商、工匠到地主和耕农的各階層（德國人和猶太人）来立陶宛定居，於是在維爾紐斯就逐漸發展出一個龐大的猶太人社區。
1362年或1363年立陶宛大公阿爾吉爾達斯在藍水之戰中大敗金帳汗國後，擴展領土至基輔、波多利亚與烏克蘭原野，同時原基輔羅斯的文明──東正教、斯拉夫教會語言和法律傳統都傳入了維爾紐斯，使得該地取代基輔，在與波蘭聯合並強化天主教影響前、一直是作為斯拉夫東正教文明的中心。
1387年立陶宛大公约盖拉給予该市马格德堡权利。在1503年到1522年期间，该市周围建起了城墙，有9个城门和3座塔。白羅斯文人法蘭西斯克·斯克里納 於約莫1522年左右，在該地設立了東歐史上第一個印刷所。
在齐格蒙特二世管治時期的城邦達到了發展頂峰，他在1544年将宫廷搬到这里。在此后几个世纪中，维尔纽斯持续地增长。增长部分也是由于国王斯特凡·巴托里在1579年创立了维尔纽斯耶稣会大学，这所大学很快就发展成该地区最重要的科学与文化中心之一和波兰立陶宛联邦最著名的科学中心。该市的政治、经济和社会活动都很活跃。在该市快速发展期间，向立陶宛大公国庞大版图内乃至国外的移民开放。每个团体都对这座城市的生活做出了独特的贡献，使得手工业、贸易和科学繁荣起来。俄波战争（1654年－1667年）期间，维尔纽斯被俄国军队占领了数年，该市遭到了掠夺和纵火，市民遭到屠杀。该市失去了多年来成长的动力，但人口仍然逐渐回弹，19世纪初，该市人口达到20,000人，是北欧最大的城市之一。 

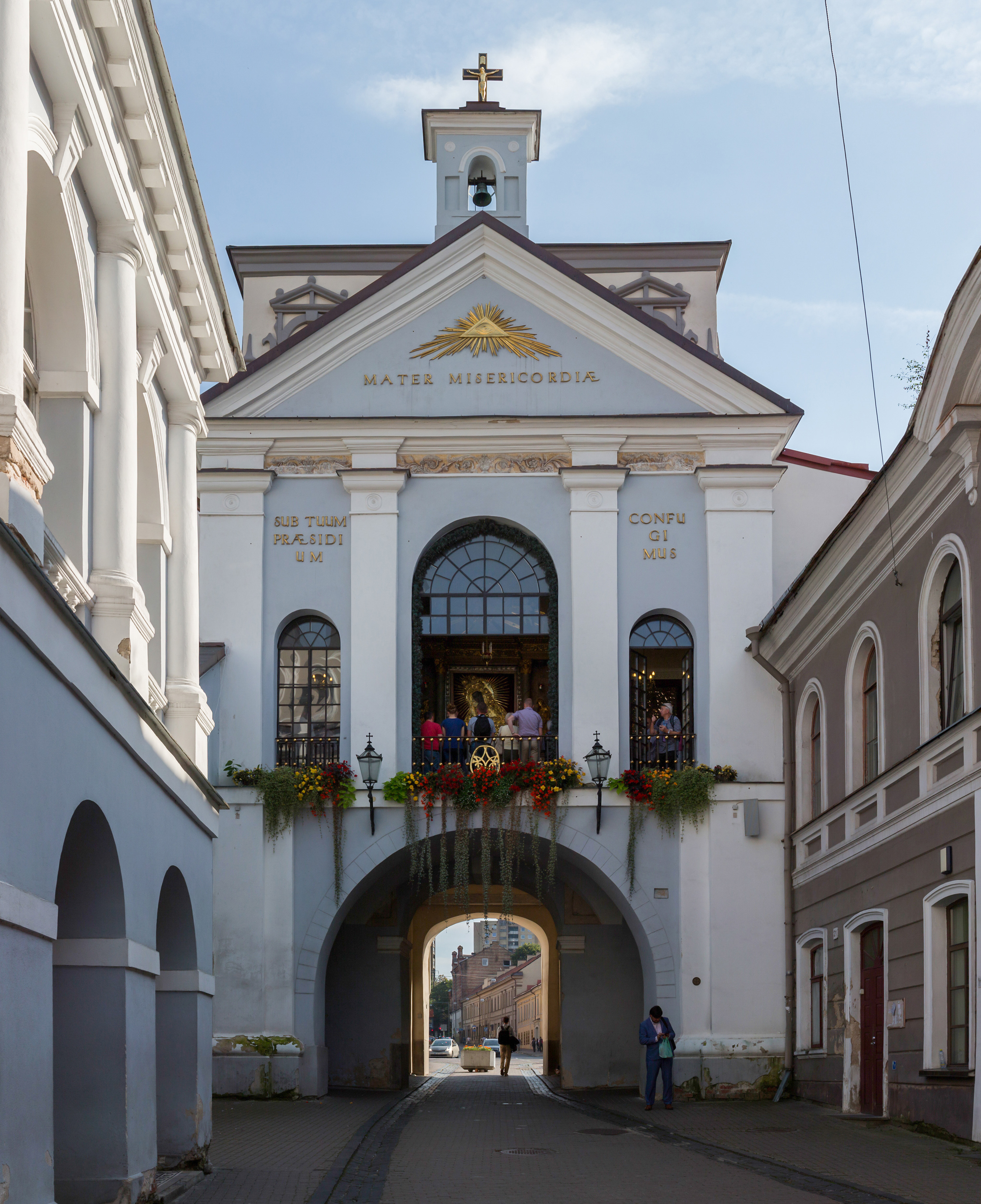
唯一保存下来的城门黎明门

### 沙俄統治
1795年第三次瓜分波兰以后，维尔纽斯被俄国吞并，成为维尔纳省的首府。俄国占领期间拆毁了城墙，到1805年，已经只剩下黎明门一座城门。1812年，拿破仑在远征莫斯科途中，占领了该市。1831年十一月起义以后，维尔纽斯大学被关闭，俄国人的镇压阻止了该市的发展。1863年一月起义期间，市内发生了激烈的战斗， 被人称“刽子手”的米哈伊·姆拉约夫残酷地镇压下去。起义之后所有公民自由被取消，波兰语和立陶宛语被禁止使用。

### 一次大戰及波蘭統治
第一次世界大战期间，从1915年到1918年，维尔纽斯和立陶宛其他地区均被德国占领。1918年2月16日，在维尔纽斯宣布了《立陶宛独立法案》。德国军队撤退以后，立陶宛武装被向前推进的俄国占领军所击退。维尔纽斯多次易手：波兰自卫队控制了一段时间，以阻止该市被俄国布尔什维克军队占领；然后波兰军队恢复了控制，苏联军队又再次占领。紅軍於1920年华沙战役被击败后，撤离维尔纽斯。1920年10月7日，波兰签署了苏瓦乌基协议，承认维尔纽斯地区属于立陶宛。不过，同年10月9日，盧齊昂·傑里哥斯基将军率领波兰军队撕毁和约，突袭占领维尔纽斯。该市及周围地区成立了中立陶宛共和国（Vidurio Lietuvos Respublika）。1922年2月20日，整个地区成为波兰的一部分，维尔纽斯成为维尔诺省的省会。

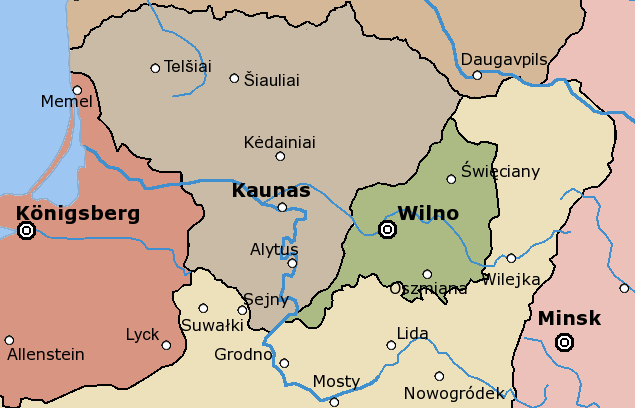
1923年的维尔纽斯

在这期间，维尔纽斯经历了一个快速发展的时期，维尔纽斯大学重新开放，改名为斯特凡·巴托里大学，城市的基础设施也得到显著改进。到1931年，该市拥有195,000名居民，名列波兰的第五大城市，还拥有生产名牌收音机的电工厂。不过，一些立陶宛人对当时的经济增长提出质疑，认为当时维尔纽斯的生活水准显著低于当代立陶宛的其他地区。

### 二次大戰及蘇聯統治

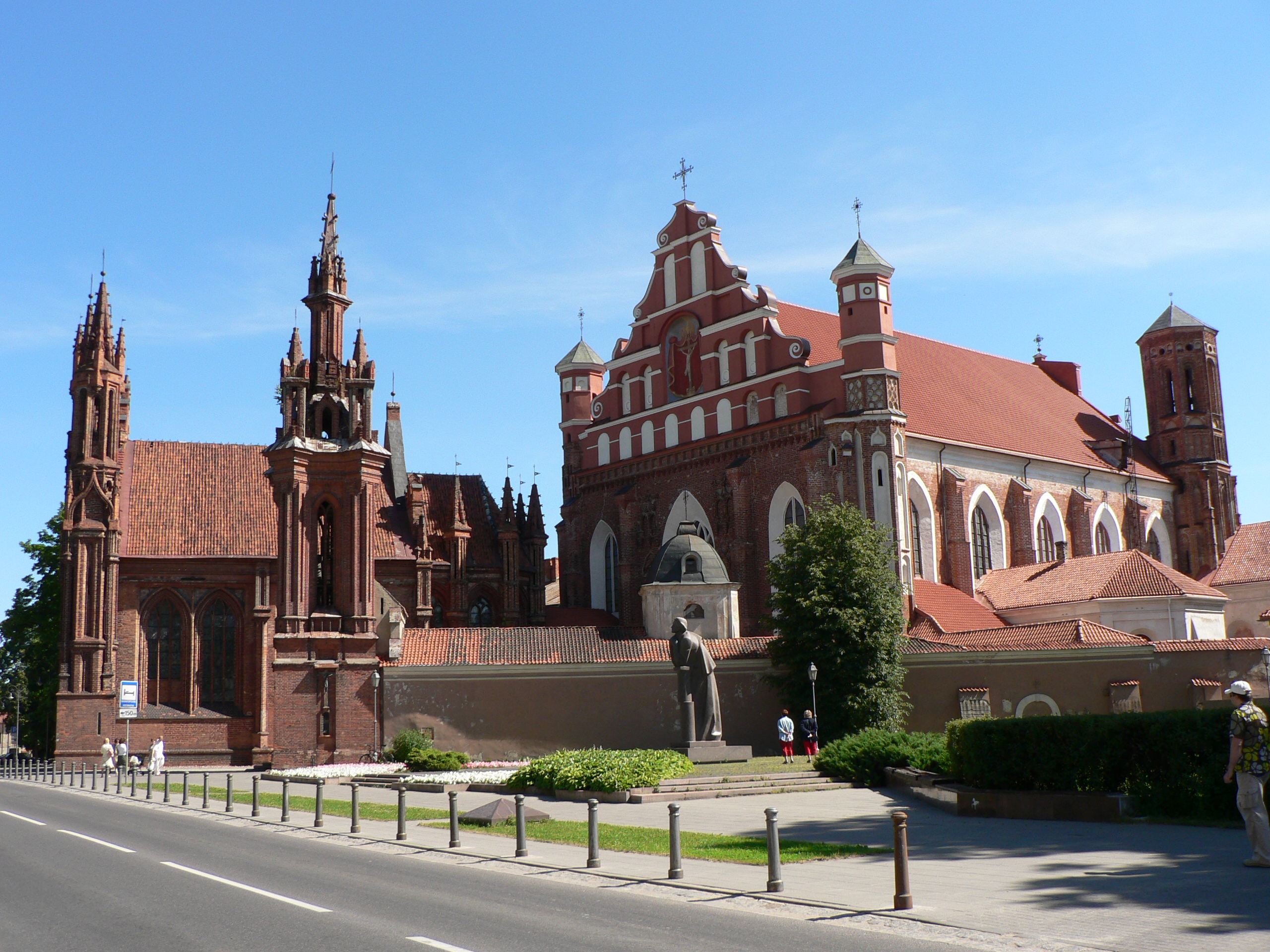
圣安妮教堂和熙笃会修道院

1939年8月23日秘密的《苏德互不侵犯条约》签订以后，在9月19日，蘇聯入侵波蘭并吞并了维尔纽斯。10月10日，立陶宛政府接受了苏联的最后通牒，容许苏联在立陶宛境內设立军事基地，交换条件是使维尔纽斯回到立陶宛。10月28日，苏联红军从维尔纽斯撤到郊外，将这座城市交给立陶宛军队。10月29日，在市中心举行了一个隆重的仪式加以庆祝。不久以后，立陶宛开始了从考纳斯迁都到维尔纽斯的进程。不过，在迁都完成之前，1940年6月，整个立陶宛被苏联占领，成立了一个共产党政府──立陶宛苏维埃社会主义共和国，首府设在维尔纽斯。有4万名居民遭到内务人民委员会的逮捕，被流放到苏联远东地区的集中营。苏联摧毁了城市的工业，斯大林将整个无线电厂和一部分工人迁移到白俄罗斯的明斯克，并改名为维亚切斯拉夫·莫洛托夫无线电厂。
1941年6月，德国军队占领了维尔纽斯。德国人在犹太人众多的维尔纽斯旧城中心地区建立了两个犹太人隔离区。较小的一个隔离区在10月就被“清算”。较大的一个隔离区一直持续到1943年。佔領持續的時期製造了歐洲佔領地內的第一次猶太大屠殺，包括週期性處決的活動，導致維爾紐斯延續多世紀的猶太文明被徹底摧毀，當地猶太文學圈倖存的詩人之一亞伯拉罕·蘇茲克維爾唯有離開廢墟遷移到耶路撒冷。1943年9月1日，联合游击队组织（纳粹占领的欧洲第一支犹太游击队）组织了一次隔都起义，起义失败后，隔都被完全毁灭。

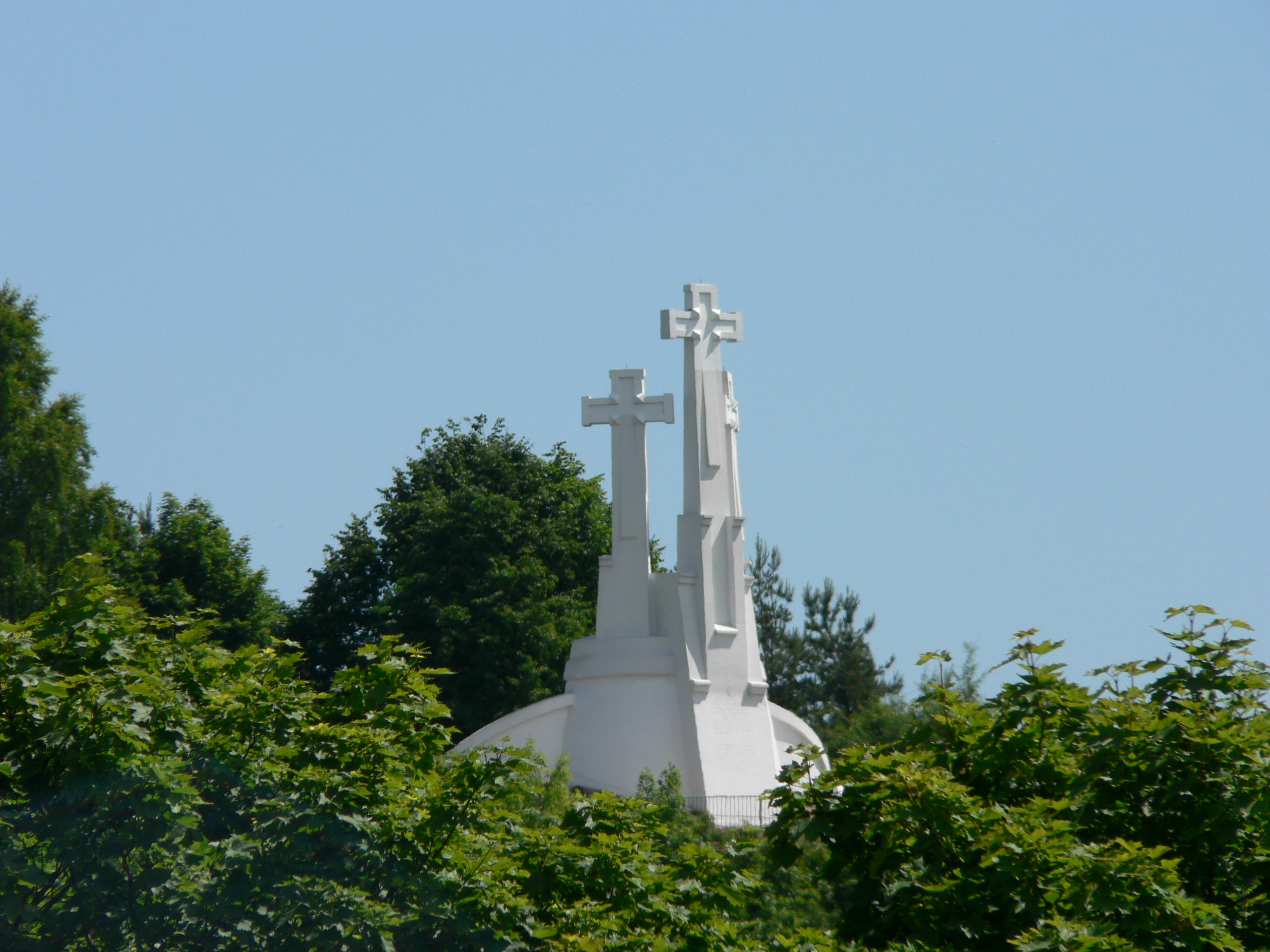
三十字架

1944年7月，苏联军队重新夺回维尔纽斯。内务人民委员会逮捕了波蘭家鄉軍的領導者。维尔纽斯被并入苏联，不久以后成为立陶宛苏维埃社会主义共和国的首府。第二次世界大战结束后，大批的波兰人立即被从苏联占领的立陶宛驱逐到波兰，同时将立陶宛人移入维尔纽斯，從而不僅再大幅改變了當地住民的構成，還是將作為城市生活方式的波蘭文化給徹底根除了。曾反抗蘇聯的立陶宛知識界有不少人被驅逐出境，在1953年返回後發現維爾紐斯的文化氛圍逐漸地轉向立陶宛，知識界後便妥協以加入共產黨為條件換取立陶宛文化的自由空間：之後不僅立陶宛文學語言轉變為正確、標準的「學者語言」，維爾紐斯大學隨即也發展成波羅的語研究的港灣

### 立陶宛獨立
1989年8月23日，爱沙尼亚、拉脱维亚、立陶宛3个波罗的海国家有2,000,000人组成贯穿三国，南端直抵维尔纽斯的人链，要求三国从苏联独立。1990年3月11日，立陶宛苏维埃社会主义共和国最高苏维埃宣布立陶宛从苏联独立，恢复独立的立陶宛共和国，1991年1月9日，苏联做出了反应，派遣一支部队。1月13日，在苏联军队进攻广播电视大楼和维尔纽斯电视塔时，有14人身亡，超过700人受伤。苏联最终在1991年承认了立陶宛独立。
此后，维尔纽斯试图清除苏联时代的历史痕迹，并迅速转变为一个现代化的欧洲城市。许多古老的建筑得到修复，包括历史上屡次遭到俄国当局拆毁的纪念性建筑三十字架，并在内里斯河以北发展了“新城市中心”商务区，预计将成为该市主要的行政和商务区。这一区域包括现代化的住宅区和零售区，以及市政建筑和最突出的建筑——一座129米高的欧洲塔。近年来已经建成许多现代化的商务和零售中心，还有许多其他项目正在等待实施。

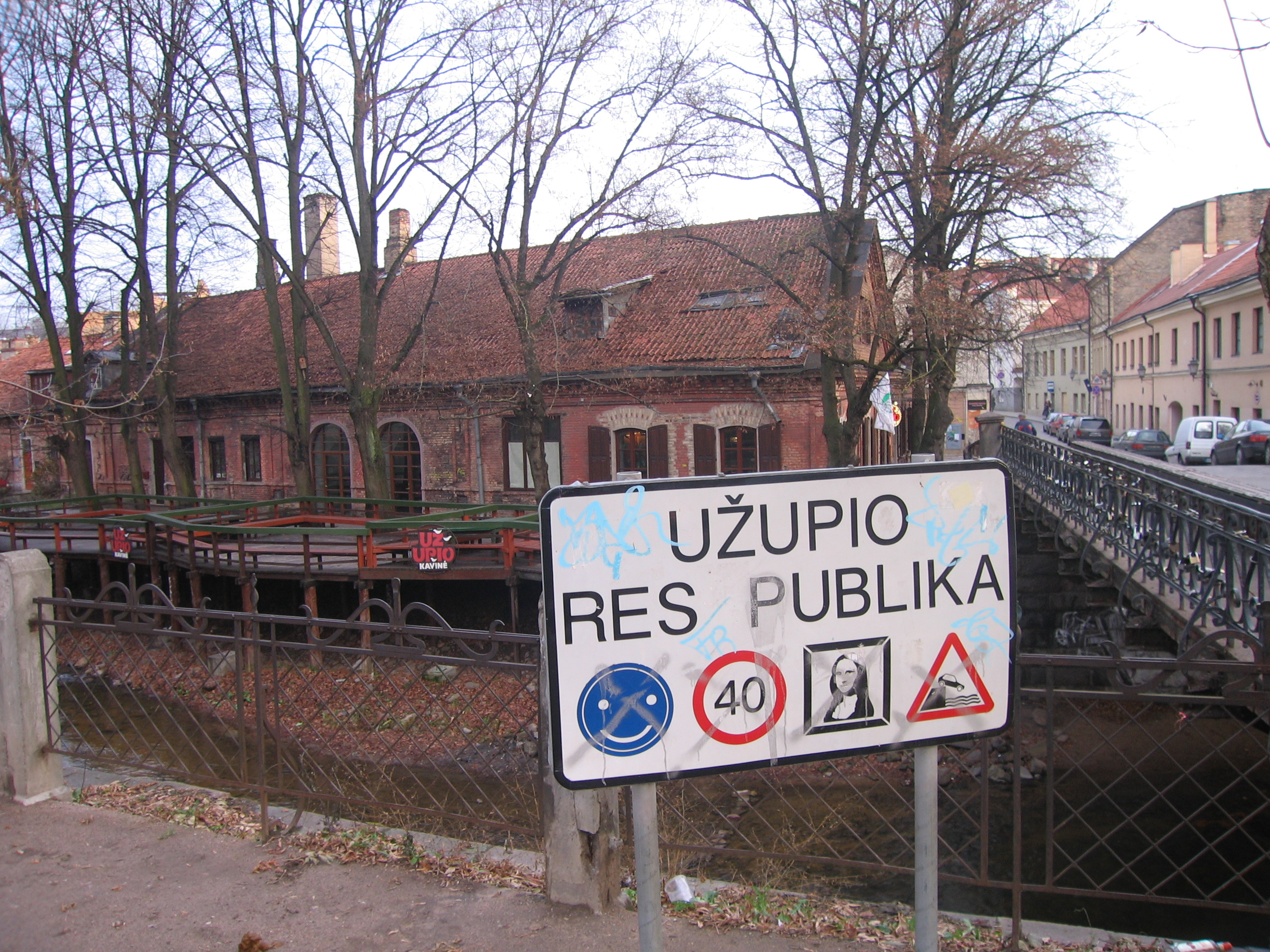
通往对岸共和国的桥梁

1997年4月1日，一群艺术家在被维尔尼亚河围绕的地区成立对岸共和国，并拥有自己的国旗、货币、总统、宪法和一支12人的「军队」。不过该「共和国」比较像是一个艺术家群体，当地设有不少艺术画廊，艺术家工作坊和咖啡馆，当地的文艺活动亦有透过维尔纽斯市政府宣传推广。
2009年，维尔纽斯成为欧洲文化之都。立陶宛大力促成这一事件，维尔纽斯历史中心及其主要标志建筑已经得到修复。

## 地理与气候

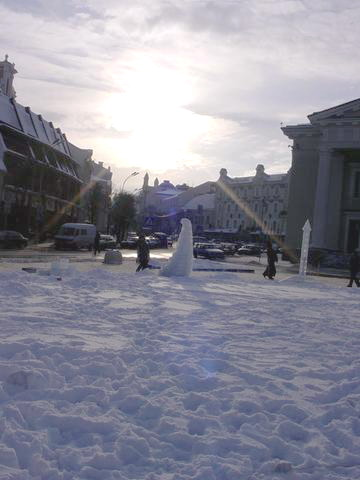
维尔纽斯的冬天

维尔纽斯位于立陶宛的东南部（54°41′N 25°17′E / 54.683°N 25.283°E）。距离白俄罗斯边界仅有40公里。维尔纽斯的地理位置位于立陶宛的一角，造成这种情况应归因于几个世纪以来立陶宛这个国家边界形状的改变；过去，维尔纽斯曾经处于立陶宛大公国的地理中心。
维尔纽斯位于维尔尼亚河和内里斯河的汇合处。据认为维尔纽斯的名称就得名于穿过城市的维尔尼亚河。维尔纽斯距离波罗的海和立陶宛主要海港克莱佩达312公里。维尔纽斯和立陶宛其他主要城市之间以公路相连，距离考纳斯102公里，希奥利艾214公里，帕內韋日斯135公里。
维尔纽斯附近是声称是欧洲地理中心的几个地点之一。
维尔纽斯市的面积为402平方公里。其中20.2%的地区被建筑物所覆盖，绿地占面积的43.9%，水面占2.1%。
维尔纽斯的气候类型介于大陆性气候与海洋性气候之间，年平均气温为6.1 °C；一月平均气温为−4.9 °C，七月平均气温位17.0 °C。年平均降水量月为661毫米。
维尔纽斯的夏季溫暖，整個白天的气温都可以來到20幾攝氏度，偶爾還會破30度，这时该市的夜生活相当活跃，在白天，户外酒吧和咖啡馆非常普遍。夏季的歷史最高溫是1959年7月的35.4度。
冬季非常寒冷，气温很少在0摄氏度以上，在一月和二月，气温低于零下20摄氏度并不罕见。在每年寒冷的冬季，维尔纽斯的河流和附近的湖泊都会封冻，一项流行的消遣活动就是冰上钓鱼，钓鱼者在冰上凿出一个洞，然后用带饵的钩钓鱼。冬季的歷史最低溫是1940年1月的零下37.2度。
| 維爾紐斯（平均數據1991–2020年，日照數據1961–1990年）                                     | 維爾紐斯（平均數據1991–2020年，日照數據1961–1990年） | 維爾紐斯（平均數據1991–2020年，日照數據1961–1990年） | 維爾紐斯（平均數據1991–2020年，日照數據1961–1990年） | 維爾紐斯（平均數據1991–2020年，日照數據1961–1990年） | 維爾紐斯（平均數據1991–2020年，日照數據1961–1990年） | 維爾紐斯（平均數據1991–2020年，日照數據1961–1990年） | 維爾紐斯（平均數據1991–2020年，日照數據1961–1990年） | 維爾紐斯（平均數據1991–2020年，日照數據1961–1990年） | 維爾紐斯（平均數據1991–2020年，日照數據1961–1990年） | 維爾紐斯（平均數據1991–2020年，日照數據1961–1990年） | 維爾紐斯（平均數據1991–2020年，日照數據1961–1990年） | 維爾紐斯（平均數據1991–2020年，日照數據1961–1990年） | 維爾紐斯（平均數據1991–2020年，日照數據1961–1990年） |
| 月份                                                                                     | 1月                                                  | 2月                                                  | 3月                                                  | 4月                                                  | 5月                                                  | 6月                                                  | 7月                                                  | 8月                                                  | 9月                                                  | 10月                                                 | 11月                                                 | 12月                                                 | 全年                                                 |
| ---------------------------------------------------------------------------------------- | ---------------------------------------------------- | ---------------------------------------------------- | ---------------------------------------------------- | ---------------------------------------------------- | ---------------------------------------------------- | ---------------------------------------------------- | ---------------------------------------------------- | ---------------------------------------------------- | ---------------------------------------------------- | ---------------------------------------------------- | ---------------------------------------------------- | ---------------------------------------------------- | ---------------------------------------------------- |
| 历史最高温 °C（°F）                                                                      | 11.0 (51.8)                                          | 14.4 (57.9)                                          | 19.8 (67.6)                                          | 29.0 (84.2)                                          | 31.8 (89.2)                                          | 34.2 (93.6)                                          | 36.4 (97.5)                                          | 34.9 (94.8)                                          | 33.1 (91.6)                                          | 24.5 (76.1)                                          | 15.5 (59.9)                                          | 10.5 (50.9)                                          | 36.4 (97.5)                                          |
| 平均高温 °C（°F）                                                                        | −1.7 (28.9)                                          | −0.5 (31.1)                                          | 4.4 (39.9)                                           | 12.6 (54.7)                                          | 18.4 (65.1)                                          | 21.7 (71.1)                                          | 23.8 (74.8)                                          | 23.1 (73.6)                                          | 17.4 (63.3)                                          | 10.2 (50.4)                                          | 3.7 (38.7)                                           | −0.3 (31.5)                                          | 11.2 (52.2)                                          |
| 日均气温 °C（°F）                                                                        | −3.9 (25.0)                                          | −3.1 (26.4)                                          | 0.9 (33.6)                                           | 7.6 (45.7)                                           | 13.0 (55.4)                                          | 16.4 (61.5)                                          | 18.7 (65.7)                                          | 17.9 (64.2)                                          | 13.0 (55.4)                                          | 7.0 (44.6)                                           | 1.8 (35.2)                                           | −2.2 (28.0)                                          | 7.3 (45.1)                                           |
| 平均低温 °C（°F）                                                                        | −5.9 (21.4)                                          | −5.6 (21.9)                                          | −2.7 (27.1)                                          | 2.6 (36.7)                                           | 7.5 (45.5)                                           | 11.1 (52.0)                                          | 13.6 (56.5)                                          | 12.7 (54.9)                                          | 8.5 (47.3)                                           | 3.7 (38.7)                                           | −0.1 (31.8)                                          | −4.1 (24.6)                                          | 3.5 (38.3)                                           |
| 历史最低温 °C（°F）                                                                      | −37.2 (−35.0)                                        | −35.8 (−32.4)                                        | −29.6 (−21.3)                                        | −14.4 (6.1)                                          | −4.4 (24.1)                                          | 0.1 (32.2)                                           | 3.5 (38.3)                                           | 1.0 (33.8)                                           | −4.8 (23.4)                                          | −14.4 (6.1)                                          | −22.8 (−9.0)                                         | −30.5 (−22.9)                                        | −37.2 (−35.0)                                        |
| 平均降水量 mm（）                                                                        | 38.9 (1.53)                                          | 34.4 (1.35)                                          | 37.0 (1.46)                                          | 46.2 (1.82)                                          | 52.1 (2.05)                                          | 72.7 (2.86)                                          | 79.3 (3.12)                                          | 75.8 (2.98)                                          | 65.2 (2.57)                                          | 51.5 (2.03)                                          | 51.5 (2.03)                                          | 49.2 (1.94)                                          | 653.8 (25.74)                                        |
| 平均降水天数                                                                             | 21.7                                                 | 18.4                                                 | 17.5                                                 | 10.2                                                 | 12.4                                                 | 11.7                                                 | 11.4                                                 | 10.5                                                 | 9.7                                                  | 13.5                                                 | 16.7                                                 | 21.2                                                 | 174.9                                                |
| 月均日照時數                                                                             | 37                                                   | 70                                                   | 117                                                  | 165                                                  | 242                                                  | 231                                                  | 220                                                  | 217                                                  | 141                                                  | 93                                                   | 33                                                   | 25                                                   | 1,591                                                |
| 平均紫外线指数                                                                           | 0                                                    | 1                                                    | 2                                                    | 3                                                    | 5                                                    | 6                                                    | 6                                                    | 5                                                    | 3                                                    | 2                                                    | 1                                                    | 0                                                    | 3                                                    |
| 来源：WMO（平均高、低溫）、NOAA（日照、極端溫度、平均氣溫）、Météo Climat、Weather Atlas |                                                      |                                                      |                                                      |                                                      |                                                      |                                                      |                                                      |                                                      |                                                      |                                                      |                                                      |                                                      |                                                      |

## 人口

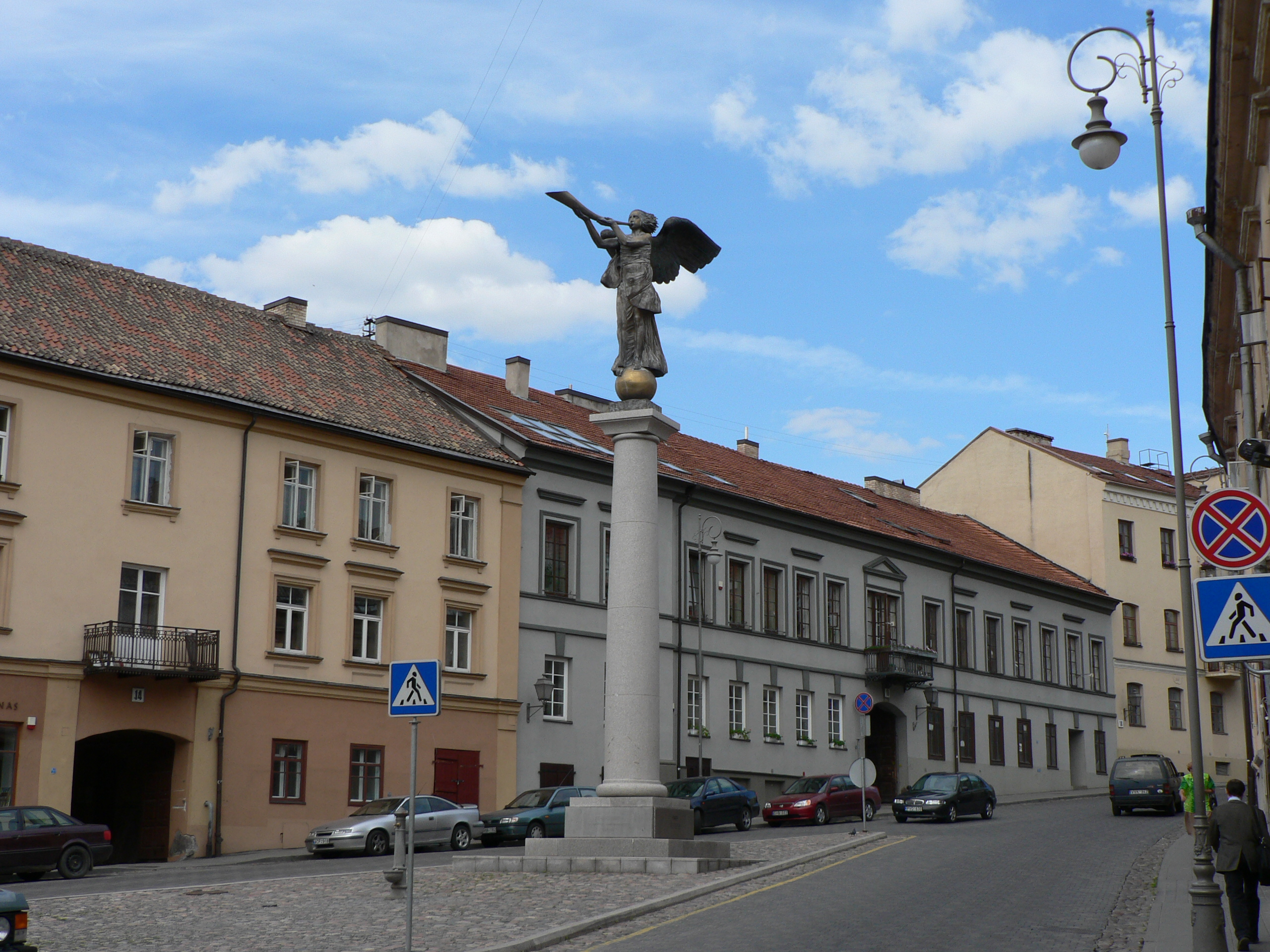
對岸天使

- 1897年：根據俄羅斯帝國人口調查，居民共154,500人。最大的語族是使用意第緒語的族群（61,847人）和使用波蘭語的人（47,795人）。其他語族還有俄語（30,967人），白俄羅斯語（6,514人），烏克蘭語（517人），立陶宛語（3,131人），德語（2,170人），韃靼語（722人）和拉脫維亞語（184人）。[25]

- 1916年：根據1916年12月14日佔領維爾紐斯的德軍調查，居民共138,794人：其中波蘭人佔53.67%（74,466人）、猶太人41.45%（57,516人）、立陶宛人2.09%（2,909人）、俄羅斯人1.59%（2,219人）、德國人0.63%（880人）、白俄羅斯人0.44（644人）及其他0.13%（193人）。

- 1923年：居民共167,545人，其中包含100,830名波蘭人以及55,437名猶太人。

- 1931年：居民共196,345人。根據1931年12月9日調查，波蘭人佔維爾紐斯人口的65.9%（128,600人），猶太人28%（54,600人），俄羅斯人3.8%（7,400人），白俄羅斯人0.9%（1,700人），立陶宛人0.8%（1,579人），德國人0.3%（600人），烏克蘭人0.1%（200人），以及其他0.2%（大約400人）。同一年維爾紐斯縣居民共1,272,851人，其中511,741人日常溝通使用波蘭語。

- 1959年：根據蘇聯調查，維爾紐斯居民共236,100人，其中34%（79,400人）認為自己是立陶宛人，29%（69,400人）認為自己是俄羅斯人，20%（47,200人）認為自己是波蘭人，7%（16,400人）認為自己是猶太人，以及6%（14,700人）認為自己是白俄羅斯人。[22]
- 1989年：根據蘇聯調查，維爾紐斯居民共576,700人，其中50.5% (291,500人) 為立陶宛人，20%為俄羅斯人，19%為波蘭人，5%為白俄羅斯人。[22]
- 2001年：根據維爾紐斯地區統計局調查，維爾紐斯居民共542,287人，其中57.8%為立陶宛人，18.7%為波蘭人，14%為俄羅斯人，4.0%為白俄羅斯人，1.3%為烏克蘭人，0.5%為猶太人；其餘屬其他國籍，或不願回答調查的居民。
- 2011年：根據2011年立陶宛統計，維爾紐斯居民來自128種族裔，是立陶宛種族最多元的城市，其中主要種族是立陶宛人（63.6%），其次則是波蘭、俄羅斯、白俄羅斯人。[26]

## 建筑

維爾紐斯的現代遠景，破曉時分在格迪米納斯塔向西北方拍攝

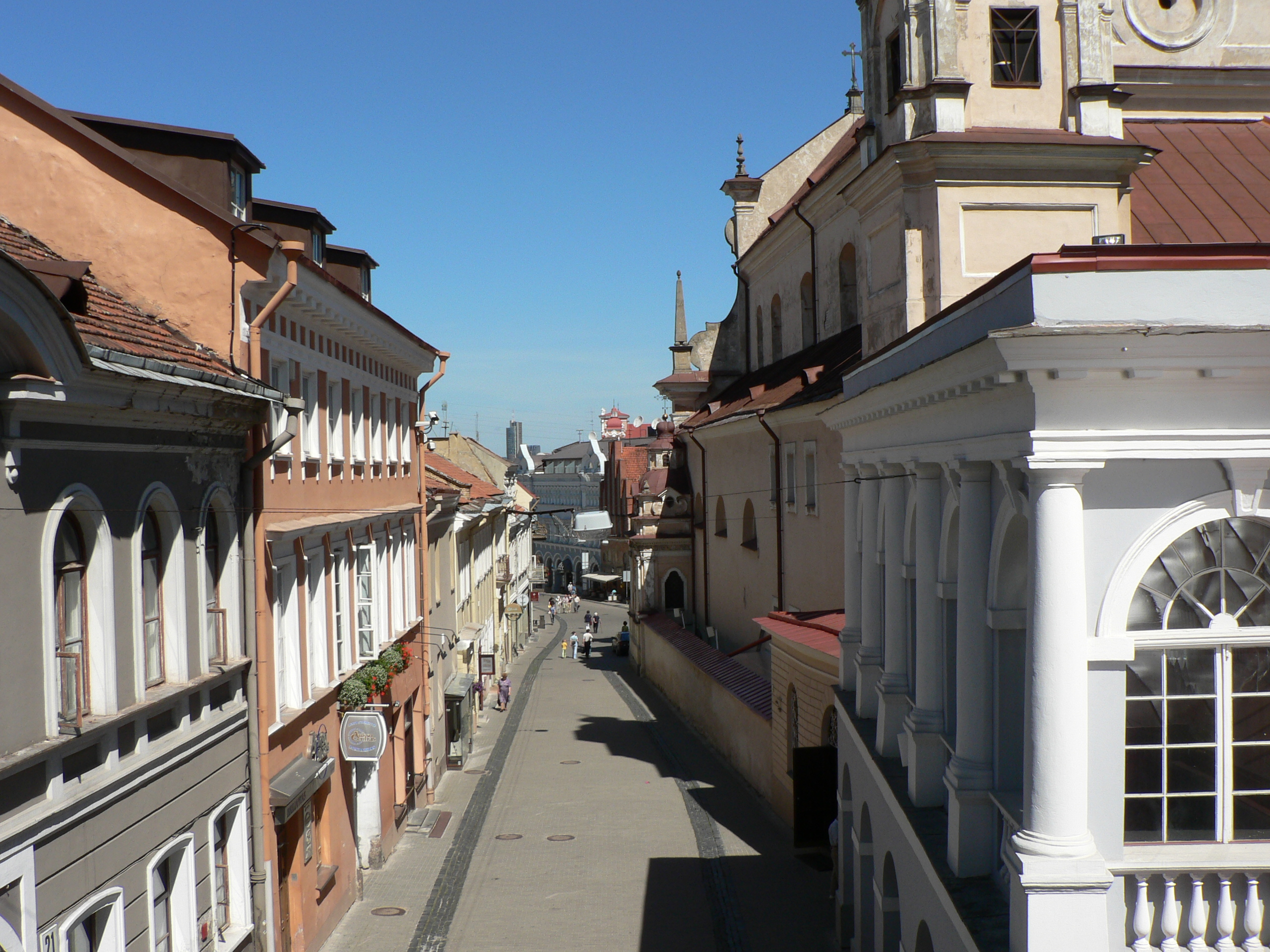
黎明之门街（Aušros Vartai），街道尽头的中世纪城门黎明门内的小教堂供奉仁慈圣母

维尔纽斯是一座世界性的都市，拥有变化多样的建筑，维尔纽斯有40多座教堂。
维尔纽斯拥有典型的中世纪城镇的格局，环绕市政厅发展起来。主干道皮列斯街将宫殿与市政厅连接起来。从这里向外放射出许多狭窄、弯曲的街道，两边布满教堂、店铺、手工作坊、贵族的府第和隐蔽的庭院。
维尔纽斯旧城的规模较大，面积达到3.6平方公里，是欧洲最大的旧城之一。最有价值的历史文化遗迹都集中于此。旧城内将近1500座建筑物，分别建于几个世纪，形成许多不同的建筑风格交相辉映的壮丽辉煌的艺术效果。尽管维尔纽斯以巴洛克城市著称，这里也有许多哥特式（如圣安娜教堂）、文艺复兴式、新古典主义（如主教座堂）和其他风格。该市最重要的地标是位于小丘上的格底敏城堡和山下的座堂广场，形成一组错落有致的壮观建筑群，控制着进入维尔纽斯古城的门户。由于维尔纽斯旧城具有独特的魅力，在1994年被联合国教科文组织列为世界遗产。1995年，世界上第一座弗兰克·扎帕的青铜雕塑就安置在维尔纽斯市中心附近。

## 经济
维尔纽斯是立陶宛的主要经济中心，波罗的海国家最大的金融中心之一。虽然该市人口仅拥有立陶宛的15%的人口，该市的GDP却占立陶宛的35%。2005年，根据购买力平价估算的人均GDP大约为33,100美元，超过欧盟平均水平。2004年，维尔纽斯贡献给国家460亿立陶宛里（第二大城市考纳斯仅为150亿立陶宛里），占立陶宛国库收入的37%。同时，维尔纽斯从国家得到的拨款仅有3.6亿立陶宛里，占其上缴款项的7.7%。其间巨大的落差导致市政当局与中央政府的冲突。

## 宗教

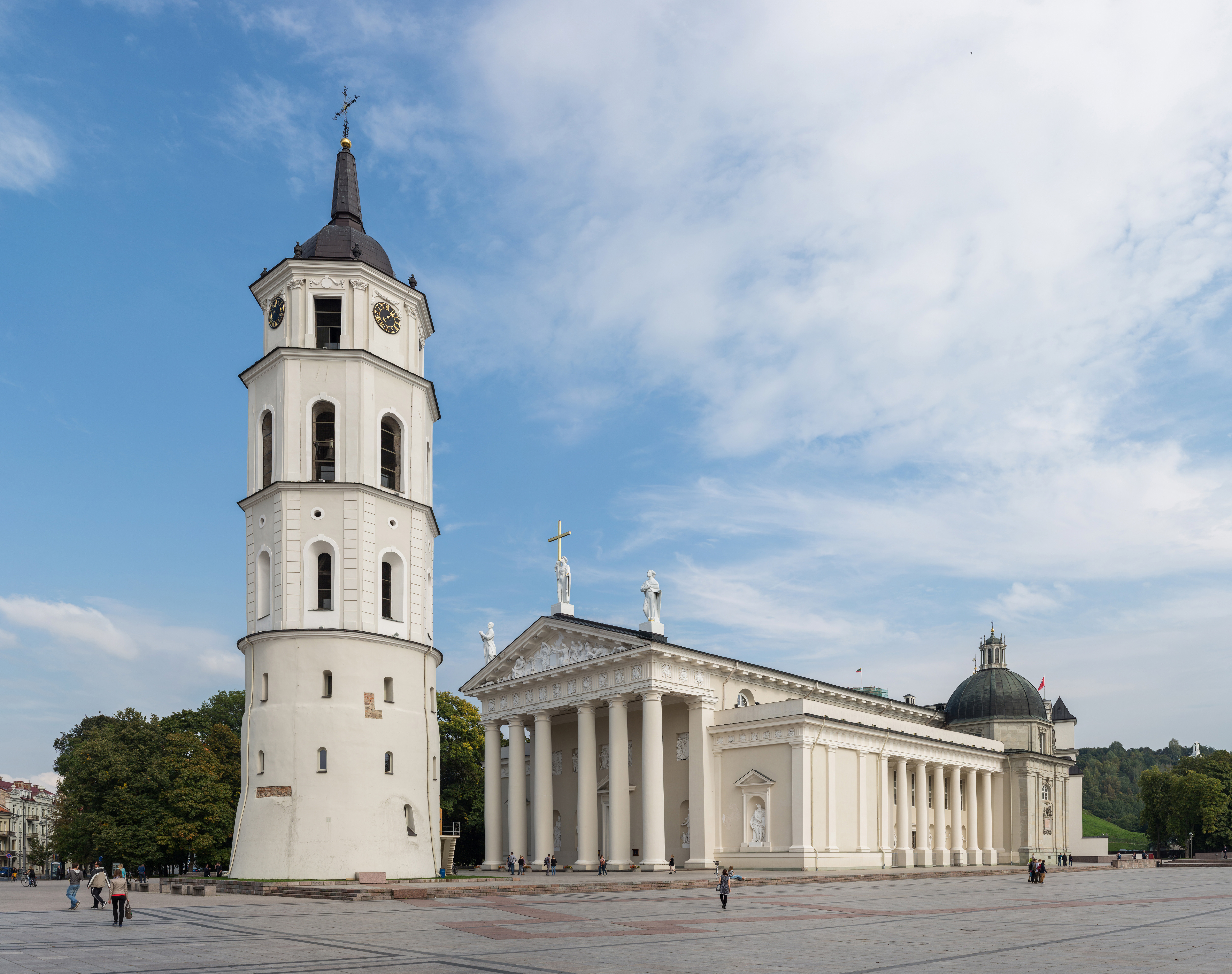
天主教维尔纽斯主教座堂

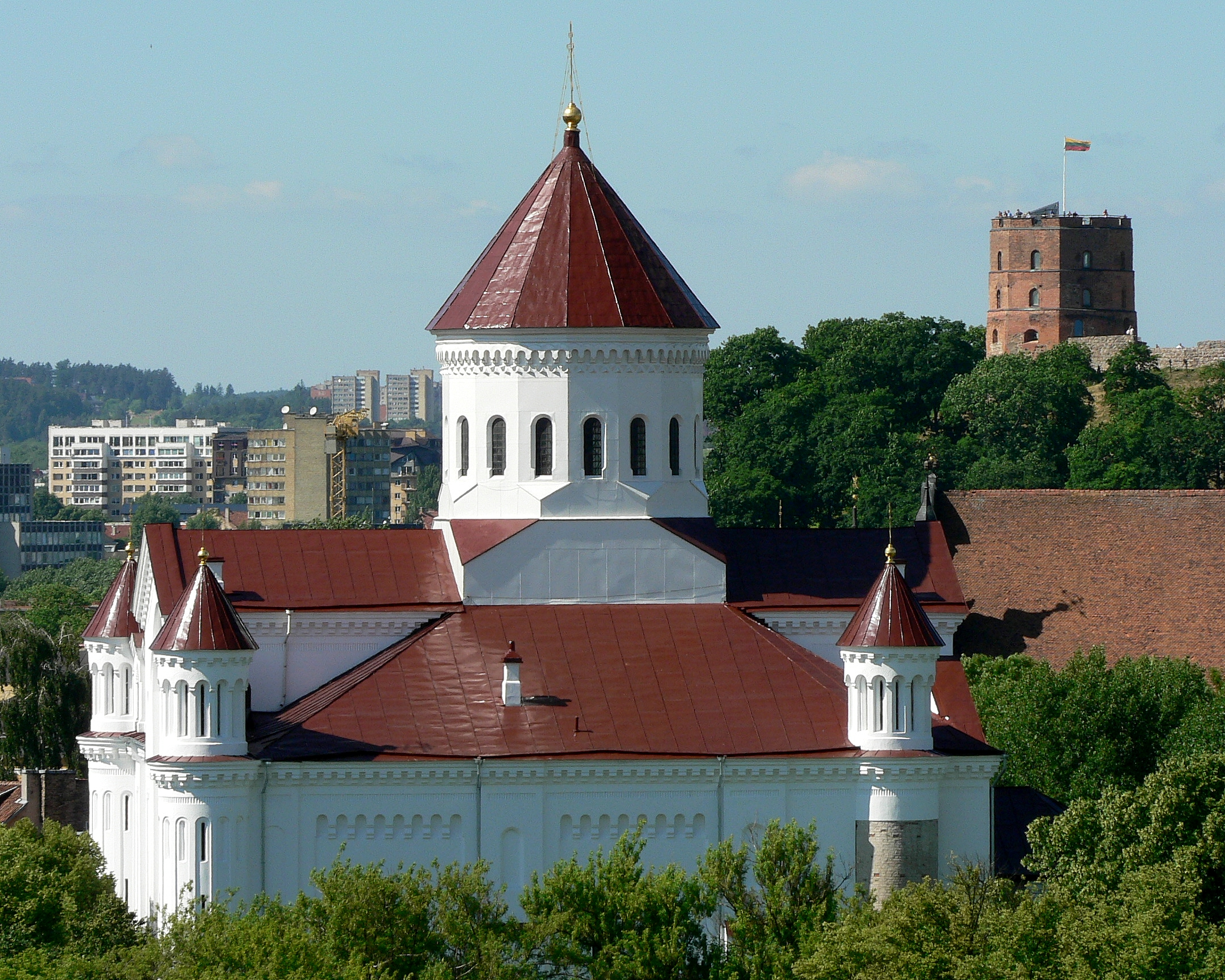
东正教维尔纽斯主教座堂

由于维尔纽斯是一个多元文化的城市，该市也是一个多种宗教并存的城市。
维尔纽斯是立陶宛的天主教中心，总主教座堂和主要的教会机构都设在该市。这里有一大批活跃的开放教堂，还有附属的修道院和教会学校。教堂建筑的式样包括哥特式、 文艺复兴式巴洛克式和新古典主义风格，每一种风格的实例都能在维尔纽斯旧城中找到。维尔纽斯的教会建筑被认为是波兰巴洛克运动的主要中心之一。此外，自从1596年布列斯特教会合并会议以后，东仪天主教就在维尔纽斯存在，著名的巴西勒门就是一座东方礼仪修道院的一部分。 
自从13世纪，维尔纽斯也拥有一个东正教团体。著名的俄罗斯东正教会的圣灵修道院，坐落在旧城靠近黎明门的地方是1705年普希金的曾祖父汉尼拔受洗的地方。
许多旧礼仪派信徒，在1667年脱离俄罗斯东正教会，为逃避镇压而迁居立陶宛。今天一个旧礼仪派的大会就设在维尔纽斯。 
在维尔纽斯还有许多新教和其他基督徒团体，主要是路德会和浸信会。
维尔纽斯曾经有一个广为人知的绰号：“立陶宛的耶路撒冷”（Yerushalayim De Lita），拥有数目庞大的犹太人口，而且是全世界学习摩西五经的中心。维尔纽斯的一部分也因此被称为「耶路撒冷」（Jeruzalė）。19世纪末，维尔纽斯犹太会堂的数目达到105座。一个犹太教和卡巴拉的主要学者集中在维尔纽斯，就是著名的伊利亚·本·所罗门·扎尔曼拉比，又称为维尔纳阁下。其校友在以色列和全世界的正统派犹太人中拥有重大的影响。维尔纽斯的犹太生活在第二次世界大战犹太大屠杀期间被摧毁。在昔日维尔纽斯隔都的中心，今梅西尼烏街（Mėsinių）。现在建有一座纪念纳粹大屠杀牺牲者的纪念碑。
犹太教卡拉派，又名卡拉伊姆人，是从克里米亚半岛移居到立陶宛的一支犹太人，在13世纪组建了一支军事精锐部队。虽然其人数非常少，立陶宛独立以后，迦来特派在维尔纽斯经历了一次复兴，已经恢复了他们的犹太会堂。
伊斯兰教在14世纪从克里米亚和喀山，通过鞑靼人传入立陶宛。一些立陶宛的鞑靼人仍然维持他们的民族身份和宗教。目前立陶宛大约有3,000名鞑靼穆斯林。立陶宛鞑靼人的卢基什克斯清真寺（Lukiškės）曾是19世纪维尔纽斯郊区的突出景观，但已经在苏联时期被毁。

## 交通

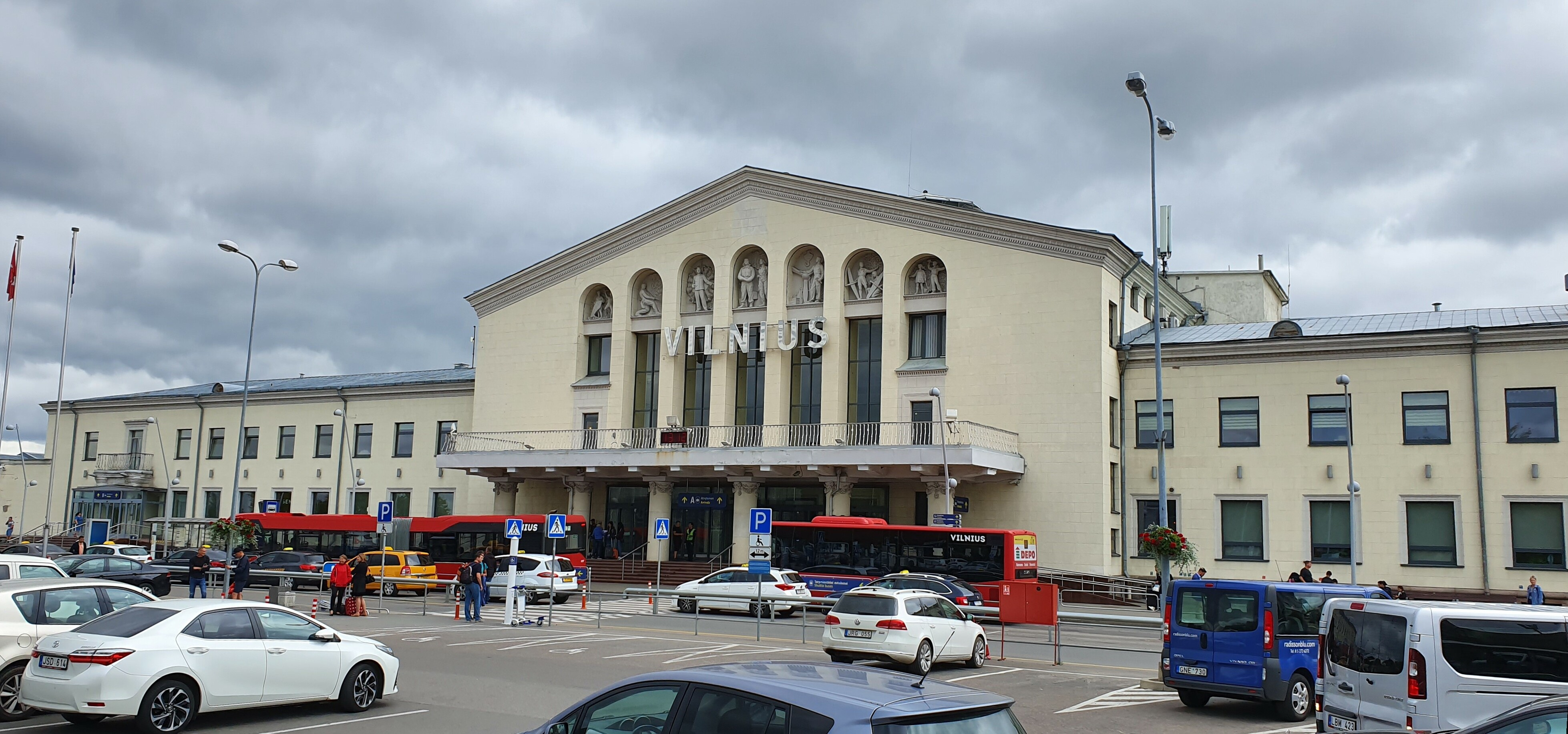
维尔纽斯机场的主入口

尽管在过去内里斯河可以通航，但其通航能力不是太好，现在没有定期航线。该河流源自白俄罗斯，连接维尔纽斯和克尔纳韦，在考纳斯注入尼曼河。
维尔纽斯机场运营着大部分立陶宛通往欧洲城市的国际航线。航点包括25个国家的50多个城市。机场离市中心仅有5公里，坐火车能直达维尔纽斯火车站。
维尔纽斯火车站是一个重要枢纽，旅客列车能直达明斯克、加里寧格勒、莫斯科和圣彼得堡。该火车站也是泛欧铁路走廊9号线的一个中转站。
维尔纽斯是A1公路的起点，该公路穿越立陶宛，连接着三个主要城市（维尔纽斯、考纳斯和克莱佩达），也是欧洲E85公路的一部分。连接帕内韦日斯的A2公路为欧洲E272公路的一部分。其它始发于维尔纽斯的公路有A3、A4、A14、A15、A16。A19公路则穿过维尔纽斯的南部。

### 共享汽车和电动车

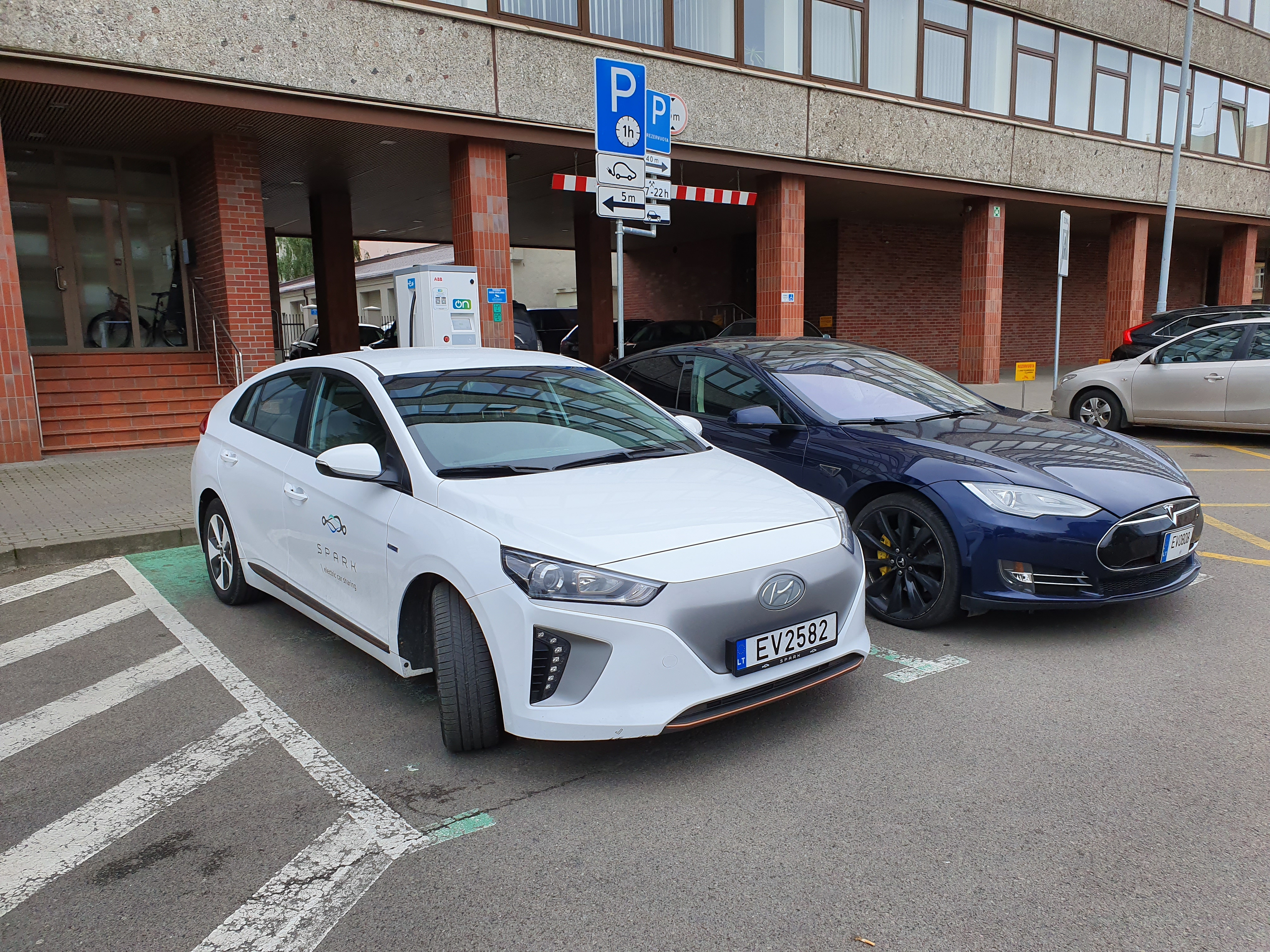
共享汽车公司SPARK的汽车及充电桩

设于维尔纽斯的国际公司CityBee是维尔纽斯最大的共享汽车服务提供商，该公司提供短期或长期的汽车、自行车和电动滑板的租赁。租赁是通过一个手机App来激活。该公司的最大竞争对手为另一个设于维尔纽斯的公司SPARK，其运营原理相同但仅提供电动汽车，并在维尔纽斯全市范围内设有专属充电桩。
维尔纽斯是立陶宛电动汽车比重最大的城市。市内有数十个充电站。维尔纽斯市政府和立陶宛政府鼓励使用电动汽车，并提供多项优惠政策（例如六个充电站提供免费充电；在公用车位免费泊车；允许在A车道上行驶，以便在高峰期间得益；电动和混动汽车的车牌为E字头）。

### 公交系统

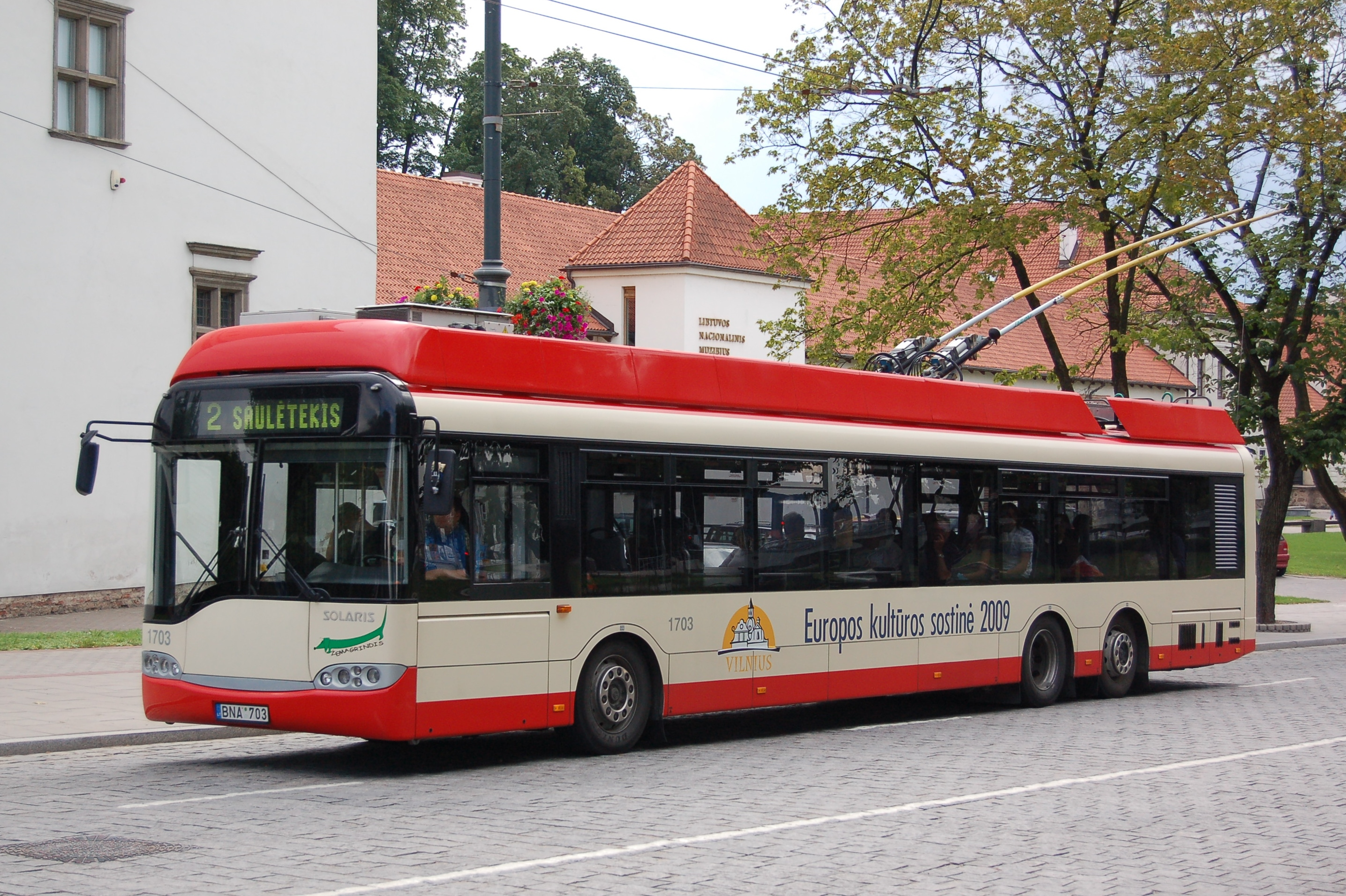
维尔纽斯的无轨电车

维尔纽斯有一套公共汽车和无轨电车系统，共有60条公共汽车线路、18条无轨电车线路、6条快速线路和6条夜间线路。其无轨电车网络是欧洲最为广泛的无轨电车网络之一。在工作日里有超过250辆公共汽车和260辆无轨电车在运行，载客量达50万人次。第一条定期公交线路始于1926年，第一辆无轨电车则在1956年开始运行。
2007年底开始实行新的电子月票系统。乘客可以在商店及报亭购买有适当面值的电子卡。电子月卡可以购买一次，并可以通过诸如网上等各种方法来充值。早先的纸质月票可以一直用到2008年8月。
自2012年8月15日起又推出了一套新的车票系统。电子卡被维尔纽斯市民卡（Vilniečio Kortelė）取代。在报亭里可以购买新卡或更换旧卡，并充值一定数量的面值或者某种特定类型的车票。单程车票被有效期为30或60分钟的车票取代。
公交系统中的车辆主要为低底盘的沃尔沃和梅赛德斯-奔驰巴士，以及索拉瑞斯客车的无轨电车。之外还有一些由捷克制造的斯柯达车辆还在运行中，多数内部已重新装修过。这些改进是在2003年开始的，当时购买了首批崭新的梅赛德斯-奔驰巴士。2004年则与沃尔沃巴士公司签订了在之后三年内购买90辆崭新的7700型号的巴士。
2000年代时曾提议过新建有轨电车和地铁系统，但在初步计划后并未进一步实行。2018年立陶宛议会在总统的同意下批准了新建地铁的计划。
2014年起推出了可以在智能手机上安装的公交车票移动应用。
2017年维尔纽斯开始了历史上规模最大的公交系统更新计划：购买250辆新的低底盘的巴士。该计划将在2018年中期达到公交巴士中60%的车辆为崭新的车辆，并让乘客使用免费的Wi-Fi等新技术以及能在旅途中为自己的电子设备充电。2017年9月5日交付了50辆五十鈴巴士，铰链式的斯堪尼亚巴士也承诺即将交付。维尔纽斯市也为41辆新的无轨电车进行了竞标，竞标获胜者索拉瑞斯客车保证在2018年秋季时交付全数的无轨电车，而这些无轨电车里也带有免费的Wi-Fi及充电设备。11月13日维尔纽斯市与索拉瑞斯签订了合同来购买另外150辆第四代的索拉瑞斯Urbino系列的巴士（100辆标准型和50辆铰链式），这些巴士内同样有免费Wi-Fi和USB充电口。2019年9月20日向公众展示了5辆纯电动巴士，这些巴士将运行于穿越狭窄街道的89路公交路线。
自2017年起，限时30分钟的车票价格为0.65欧元，限时60分钟的车票价格为0.90欧元，而在车上购买的单程票价格为1.00欧元。除此之外还有其它短期和长期的车票类型。学生及老年人购票有优惠。
该市还有一个轻轨系统，将住宅区、市中心、汽车站、火车站和维尔纽斯国际机场连接起来。这个系统开工于2008年，第一条线路在2009年开通，随后修建第二条线路。

## 友好城市

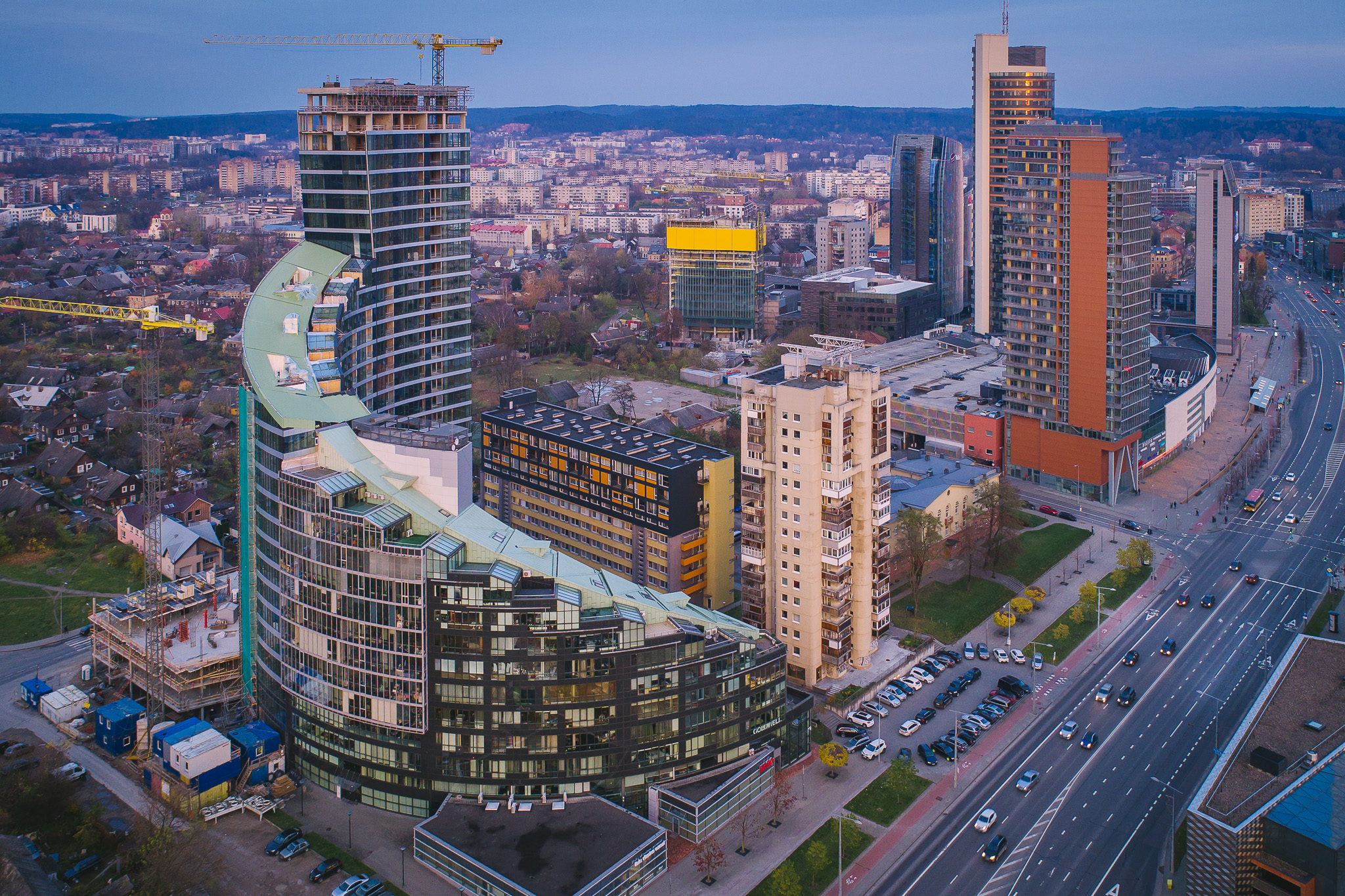
新城市中心

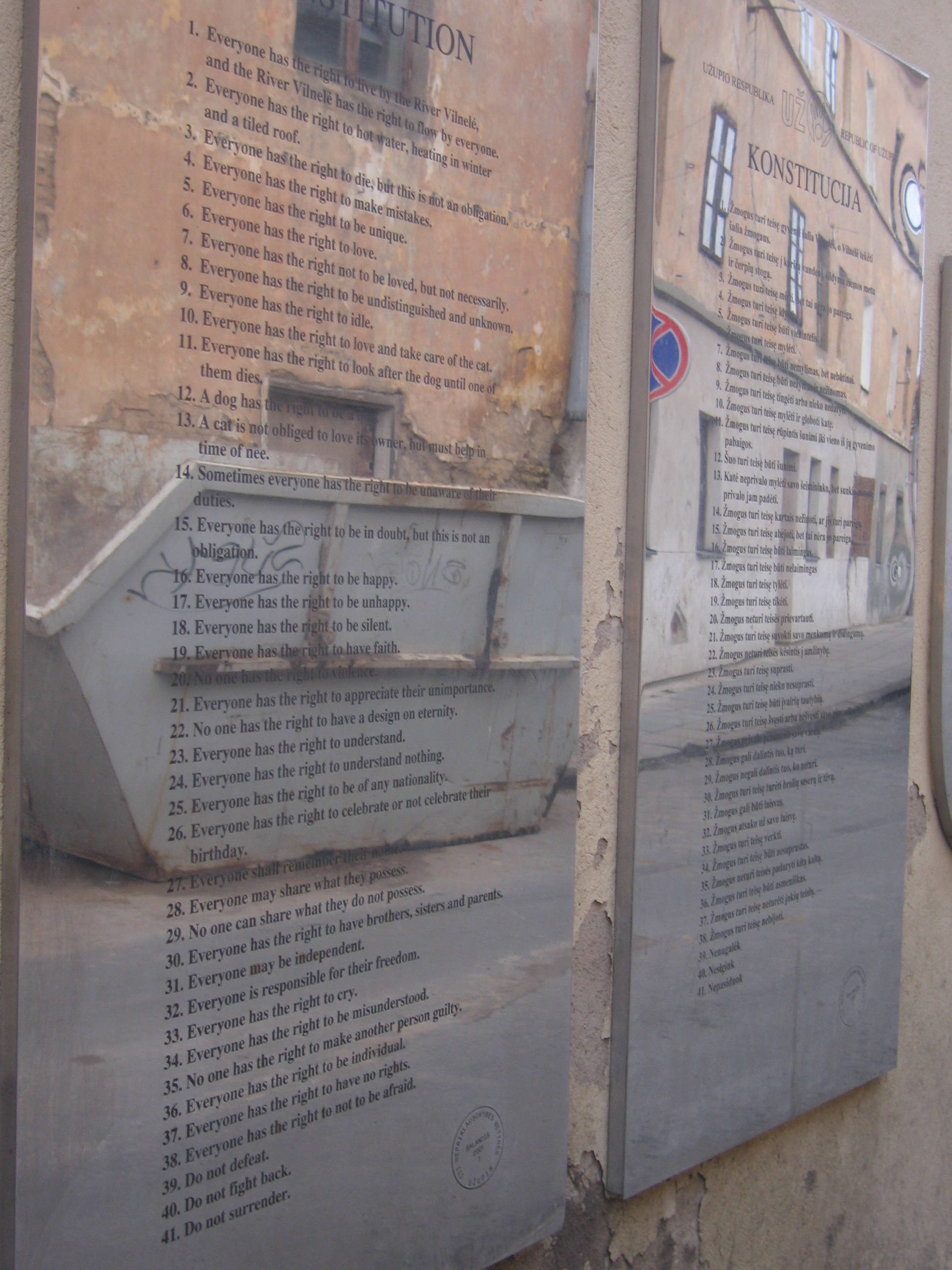
刻有對岸共和國憲法條文的牌子

- 丹麦奧爾堡
- 匈牙利布達佩斯
- 波蘭克拉科夫
- 波蘭华沙
- 波蘭格但斯克
- 德国杜伊斯堡
- 德国爱尔福特
- 芬兰约恩苏
- 乌克兰基輔
- 乌克兰頓內次克[註 5]
- 乌克兰第聶伯羅
- 斯洛伐克布拉提斯拉瓦
- 摩尔多瓦基希涅夫
- 加拿大多倫多
- 拉脫維亞里加
- 冰島雷克雅維克
- 捷克布拉格
- 瑞典斯德哥爾摩
- 賽普勒斯尼古西亞
- 白俄羅斯明斯克
- 斯洛維尼亞盧比安納
- 挪威奧斯陸
- 美国威斯康辛州麥迪遜
- 義大利帕維亞
- 義大利巴勒摩
- 希腊比雷埃夫斯
- 奥地利薩爾茨堡
- 中華民國臺北
- 美国芝加哥
- 俄羅斯莫斯科
- 俄羅斯聖彼得堡
- 俄羅斯伊爾庫次克
- 爱尔兰都柏林
- 阿斯塔納
- 比利时布魯塞爾
- 英国愛丁堡
- 中华人民共和国廣州市
- 土耳其伊斯坦堡
- 提比里斯
- 阿尔巴尼亚地拉那
- 爱沙尼亚塔林
- 法國史特拉斯堡

## 備註
1. ↑  另外有歷史學家曾假說，認為猶太人是於10世紀後期基輔羅斯國家信奉東正教時，再遷移到立陶宛。參見玛莎·格林鲍姆，《立陶宛的犹太人：一个非凡社区的历史1316–1945》，耶路撒冷：格芬书店，1995，2-3。
2. ↑  直到二戰希特拉實施最终解决方案前，猶太人稱呼此地為「北方的耶路撒冷」。
3. ↑  立陶宛265,000名犹太人中有大约95%都被屠杀，许多人被杀的地点就在旧城中心以西10公里处的帕内里亚伊。
4. ↑  此變化是象徵著猶太傳統逐漸轉移到以色列。
5. ↑  目前由 俄羅斯实际控制